# Scaptognathus pauciporus
Scaptognathus pauciporus är en kvalsterart. Scaptognathus pauciporus ingår i släktet Scaptognathus och familjen Halacaridae. Inga underarter finns listade i Catalogue of Life.